# 奧克利角
71°1′S 167°54′E / 71.017°S 167.900°E
奧克利角是南極洲的海岬，位於維多利亞地，是夸姆高地的東北面，該海岬在1841年由英國探險家發現，現時由南極條約體系管理。